# Milwaukee IndyFest 2013
Das Milwaukee IndyFest 2013 fand am 15. Juni auf der Milwaukee Mile in West Allis, Wisconsin, Vereinigte Staaten statt und war das neunte Rennen der IndyCar Series 2013.

## Berichte

### Hintergrund
Nach dem Firestone 550 führte Hélio Castroneves in der Fahrerwertung mit 22 Punkten auf Marco Andretti und 27 Punkten auf Ryan Hunter-Reay.
Im Starterfeld gab es zwei Veränderungen. Ryan Briscoe löste Oriol Servià nach einem Rennen Pause wieder bei Panther Racing ab. Ana Beatriz kehrte nach drei Rennen Pause wieder in das Fahrzeug mit der Nummer 18 von Dale Coyne Racing zurück und übernahm das Fahrzeug von Pippa Mann.
Das IndyFest fand am Samstagabend statt. Andretti Sports Marketing, eine Firma der Andretti-Familie, organisierte die Veranstaltung.
Mit Dario Franchitti, Tony Kanaan (je zweimal), Briscoe, Scott Dixon und Hunter-Reay (je einmal) traten fünf ehemalige Sieger zu diesem Rennen an. Hunter-Reay war zudem ein ehemaliger Sieger des Time Warner Cable Roadrunner 250, einem Champ-Car-Rennen auf dieser Strecke.

### Training
Im ersten Training war Marco Andretti der schnellste Fahrer vor seinem Teamkollegen Hunter-Reay und Josef Newgarden. Im zweiten Training blieben die ersten zwei Positionen unverändert. Takuma Satō wurde Dritter.

### Qualifying
Das Qualifying wurde im Einzelzeitfahren ausgetragen. Jeder Pilot fuhr zwei schnelle Runden am Stück. Die dabei erzielte Durchschnittsgeschwindigkeit entschied über die Reihenfolge der Startaufstellung.
Andretti fuhr erneut die schnellste Runde vor seinem Teamkollegen James Hinchcliffe und Will Power. Die zwei weiteren Andretti-Piloten Hunter-Reay und E. J. Viso folgten auf den Plätzen vier und fünf. Bis Power seine Zeit gesetzt hatte, lagen die vier Andretti-Fahrer auf den ersten vier Positionen. Sebastian Saavedra erreichte mit dem sechsten Platz seine bis dahin beste Qualifying-Position.

### Rennen
Beim Start behielt Andretti die Führung. Hunter-Reay und Hinchcliffe folgten dahinter vor Power, der in der zweiten Runde jedoch an Hinchcliffe vorbeiging. Kanaan belegte den fünften Platz in der Anfangsphase. Hunter-Reay versuchte in der zehnten Runde einen Angriff auf die Führung, war aber erfolglos.
In der 21. Runde löste Simona de Silvestro mit einem Mauerkontakt in der vierten Kurve eine Gelbphase aus. De Silvestro nahm das Rennen zwar wieder auf, gab nach 48 weiteren Runden mit langsameren Tempo jedoch auf. Beim Restart drehte sich Alex Tagliani, wodurch es zu einer weiteren Gelbphase kam. Tagliani nahm das Rennen ebenfalls wieder auf, gab später jedoch mit einem Getriebeschaden auf.
Beim Restart behielt Andretti die Führung. Er wurde allerdings in der 62. Runde von Hunter-Reay überholt. Da kurz darauf eine Boxenstoppphase begann, ging kurzzeitig Power in Führung und schließlich Satō, der auf eine andere Strategie setzte und bereits in der ersten Gelbphase an der Box war. In der 91. Runde ging er an die Box und übergab die Führung kurzzeitig an Justin Wilson und schließlich an Viso. Wenig später in der 98. Runde blieb Andretti auf der Gegengerade mit Elektronikproblemen stehen. Nach einem Reparaturstopp ging er noch einmal auf die Strecke, gab das Rennen jedoch kurz vor Ende auf.
In der Gelbphase ging die Führung, bedingt durch Boxenstopps, an Satō zurück. Er führte vor Castroneves, Hunter-Reay, Viso und Hinchcliffe. In der 155. Runde begann die zweite Boxenstoppphase unter grün. In dieser übernahmen Hunter-Reay, Viso und Power kurzzeitig die Führung, bis diese wieder an Satō ging. In dieser Rennphase gaben Sébastien Bourdais und Tristan Vautier mit technischen Problemen auf. Bei Bourdais war ein Problem mit der Benzinpumpe der Grund für den Ausfall.
Im letzten Rennviertel legte Hunter-Reay zu. Er überholte zunächst Castroneves und ging in der 198. Runde an Satō vorbei in Führung. Satō ging kurz danach mit Reifenproblemen an die Box. Wenig später löste ein Unfall von Beatriz eine weitere Gelbphase aus. In dieser gingen die anderen Piloten letztmals an die Box. Dabei hatte Hinchcliffe Probleme beim Reifenwechsel. Hunter-Reay blieb vor Castroneves und Power beim Restart in Führung. Er setzte sich bis zum Rennende sukzessives ab, während Castroneves von Power unter Druck gesetzt wurde. Castroneves hatte eine andere Strategie als Hunter-Reay und Power verfolgt und war, wie auch Satō, in der ersten Gelbphase an die Box gegangen.
Hunter-Reay gewann schließlich vor Castroneves, Power, Viso, Hinchcliffe, Dixon, Satō und Franchitti. Die ersten acht Fahrer waren die einzigen, die noch in der Führungsrunde lagen. Wilson und Kanaan komplettierten die Top 10 mit einer Runde Rückstand. Power stand damit zum ersten Mal in der Saison auf dem Podest. Die ersten fünf Piloten fuhren alle mit Chevrolet-Motoren.
In der Gesamtwertung blieb Castroneves auf dem ersten Platz. Dahinter tauschten Hunter-Reay und Andretti die Positionen.

## Meldeliste
Alle Teams und Fahrer verwendeten das Chassis Dallara DW12 mit einem Aero-Kit von Dallara und Reifen von Firestone.
| Team                                   | Nr. | Fahrer              | Motor     |
| -------------------------------------- | --- | ------------------- | --------- |
| Andretti Autosport                     | 01  | Ryan Hunter-Reay    | Chevrolet |
| Andretti Autosport                     | 25  | Marco Andretti      | Chevrolet |
| Andretti Autosport                     | 27  | James Hinchcliffe   | Chevrolet |
| Team Penske                            | 03  | Hélio Castroneves   | Chevrolet |
| Team Penske                            | 12  | Will Power          | Chevrolet |
| Panther Racing                         | 04  | Ryan Briscoe        | Chevrolet |
| Team Venezuela/Andretti Autosport/HVM  | 05  | E. J. Viso          | Chevrolet |
| Dragon Racing                          | 06  | Sebastian Saavedra  | Chevrolet |
| Dragon Racing                          | 07  | Sébastien Bourdais  | Chevrolet |
| Target Chip Ganassi Racing             | 09  | Scott Dixon         | Honda     |
| Target Chip Ganassi Racing             | 10  | Dario Franchitti    | Honda     |
| KV Racing Technology                   | 11  | Tony Kanaan         | Chevrolet |
| KV Racing Technology                   | 78  | Simona de Silvestro | Chevrolet |
| A. J. Foyt Enterprises                 | 14  | Takuma Satō         | Honda     |
| Rahal Letterman Lanigan Racing         | 15  | Graham Rahal        | Honda     |
| Rahal Letterman Lanigan Racing         | 16  | James Jakes         | Honda     |
| Dale Coyne Racing                      | 18  | Ana Beatriz         | Honda     |
| Dale Coyne Racing                      | 19  | Justin Wilson       | Honda     |
| Ed Carpenter Racing                    | 20  | Ed Carpenter        | Chevrolet |
| Schmidt Peterson Motorsports           | 55  | Tristan Vautier     | Honda     |
| Sarah Fisher Hartman Racing            | 67  | Josef Newgarden     | Honda     |
| Schmidt Hamilton Motorsports           | 77  | Simon Pagenaud      | Honda     |
| Novo Nordisk Chip Ganassi Racing       | 83  | Charlie Kimball     | Honda     |
| Bryan Herta Autosport w/Curb-Agajanian | 98  | Alex Tagliani       | Honda     |

Quelle: 

## Klassifikationen

### Qualifying
| Pos. | Fahrer              | Team                                   | Fahrzeug          | Zeit      | Ø-Geschwindigkeit in mph | Start |
| ---- | ------------------- | -------------------------------------- | ----------------- | --------- | ------------------------ | ----- |
| 01   | Marco Andretti      | Andretti Autosport                     | Dallara-Chevrolet | 0:42,8584 | 170,515                  | 01    |
| 02   | James Hinchcliffe   | Andretti Autosport                     | Dallara-Chevrolet | 0:42,8829 | 170,418                  | 02    |
| 03   | Will Power          | Team Penske                            | Dallara-Chevrolet | 0:42,9347 | 170,212                  | 03    |
| 04   | Ryan Hunter-Reay    | Andretti Autosport                     | Dallara-Chevrolet | 0:42,9629 | 170,100                  | 04    |
| 05   | E. J. Viso          | Team Venezuela/Andretti Autosport/HVM  | Dallara-Chevrolet | 0:43,0317 | 169,828                  | 05    |
| 06   | Sebastian Saavedra  | Dragon Racing                          | Dallara-Chevrolet | 0:43,0560 | 169,732                  | 06    |
| 07   | Tony Kanaan         | KV Racing Technology                   | Dallara-Chevrolet | 0:43,1196 | 169,482                  | 07    |
| 08   | Josef Newgarden     | Sarah Fisher Hartman Racing            | Dallara-Honda     | 0:43,1247 | 169,462                  | 08    |
| 09   | Simon Pagenaud      | Schmidt Hamilton Motorsports           | Dallara-Honda     | 0:43,1633 | 169,311                  | 09    |
| 10   | Tristan Vautier     | Schmidt Peterson Motorsports           | Dallara-Honda     | 0:43,1877 | 169,215                  | 10    |
| 11   | Scott Dixon         | Target Chip Ganassi Racing             | Dallara-Honda     | 0:43,2887 | 168,820                  | 11    |
| 12   | James Jakes         | Rahal Letterman Lanigan Racing         | Dallara-Honda     | 0:43,3786 | 168,470                  | 12    |
| 13   | Justin Wilson       | Dale Coyne Racing                      | Dallara-Honda     | 0:43,3935 | 168,412                  | 13    |
| 14   | Sébastien Bourdais  | Dragon Racing                          | Dallara-Chevrolet | 0:43,4636 | 168,141                  | 14    |
| 15   | Takuma Satō         | A. J. Foyt Enterprises                 | Dallara-Honda     | 0:43,4940 | 168,023                  | 15    |
| 16   | Alex Tagliani       | Bryan Herta Autosport w/Curb-Agajanian | Dallara-Honda     | 0:43,6267 | 167,512                  | 16    |
| 17   | Dario Franchitti    | Target Chip Ganassi Racing             | Dallara-Honda     | 0:43,6917 | 167,263                  | 23    |
| 18   | Hélio Castroneves   | Team Penske                            | Dallara-Chevrolet | 0:43,7162 | 167,169                  | 17    |
| 19   | Ryan Briscoe        | Panther Racing                         | Dallara-Chevrolet | 0:44,0865 | 165,765                  | 18    |
| 20   | Ana Beatriz         | Dale Coyne Racing                      | Dallara-Honda     | 0:44,1935 | 165,364                  | 19    |
| 21   | Ed Carpenter        | Ed Carpenter Racing                    | Dallara-Chevrolet | 0:44,3455 | 164,797                  | 20    |
| 22   | Charlie Kimball     | Novo Nordisk Chip Ganassi Racing       | Dallara-Honda     | 0:44,5273 | 164,124                  | 21    |
| 23   | Graham Rahal        | Rahal Letterman Lanigan Racing         | Dallara-Honda     | 0:44,7713 | 163,230                  | 24    |
| 24   | Simona de Silvestro | KV Racing Technology                   | Dallara-Chevrolet | 0:44,8658 | 162,886                  | 22    |

Anmerkungen
1. ↑  Dario Franchitti wurde aufgrund eines vorzeitigen Motorenwechsels um 10 Positionen nach hinten versetzt.
2. ↑  Graham Rahal wurde aufgrund eines vorzeitigen Motorenwechsels um 10 Positionen nach hinten versetzt.

Quellen: 

### Rennen
| Pos. | Fahrer              | Team                                   | Fahrzeug          | Runden | Zeit         | Start | Führungsrunden |
| ---- | ------------------- | -------------------------------------- | ----------------- | ------ | ------------ | ----- | -------------- |
| 01   | Ryan Hunter-Reay    | Andretti Autosport                     | Dallara-Chevrolet | 250    | 1:51:15,2962 | 04    | 065            |
| 02   | Hélio Castroneves   | Team Penske                            | Dallara-Chevrolet | 250    | + 4,8059     | 17    | 000            |
| 03   | Will Power          | Team Penske                            | Dallara-Chevrolet | 250    | + 5,3920     | 03    | 004            |
| 04   | E. J. Viso          | Team Venezuela/Andretti Autosport/HVM  | Dallara-Chevrolet | 250    | + 6,2511     | 05    | 010            |
| 05   | James Hinchcliffe   | Andretti Autosport                     | Dallara-Chevrolet | 250    | + 6,4632     | 02    | 000            |
| 06   | Scott Dixon         | Target Chip Ganassi Racing             | Dallara-Honda     | 250    | + 16,5292    | 11    | 000            |
| 07   | Takuma Satō         | A. J. Foyt Enterprises                 | Dallara-Honda     | 250    | + 23,3828    | 15    | 109            |
| 08   | Dario Franchitti    | Target Chip Ganassi Racing             | Dallara-Honda     | 250    | + 23,8041    | 23    | 000            |
| 09   | Justin Wilson       | Dale Coyne Racing                      | Dallara-Honda     | 249    | + 1 Runde    | 13    | 001            |
| 10   | Tony Kanaan         | KV Racing Technology                   | Dallara-Chevrolet | 249    | + 1 Runde    | 07    | 000            |
| 11   | Josef Newgarden     | Sarah Fisher Hartman Racing            | Dallara-Honda     | 249    | + 1 Runde    | 08    | 000            |
| 12   | Simon Pagenaud      | Schmidt Hamilton Motorsports           | Dallara-Honda     | 249    | + 1 Runde    | 09    | 000            |
| 13   | Sebastian Saavedra  | Dragon Racing                          | Dallara-Chevrolet | 248    | + 2 Runden   | 06    | 000            |
| 14   | Ed Carpenter        | Ed Carpenter Racing                    | Dallara-Chevrolet | 248    | + 2 Runden   | 20    | 000            |
| 15   | Ryan Briscoe        | Panther Racing                         | Dallara-Chevrolet | 248    | + 2 Runden   | 18    | 000            |
| 16   | Graham Rahal        | Rahal Letterman Lanigan Racing         | Dallara-Honda     | 247    | + 3 Runden   | 24    | 000            |
| 17   | Charlie Kimball     | Novo Nordisk Chip Ganassi Racing       | Dallara-Honda     | 246    | + 4 Runden   | 21    | 000            |
| 18   | James Jakes         | Rahal Letterman Lanigan Racing         | Dallara-Honda     | 245    | + 5 Runden   | 12    | 000            |
| 19   | Ana Beatriz         | Dale Coyne Racing                      | Dallara-Honda     | 242    | + 8 Runden   | 19    | 000            |
| 20   | Marco Andretti      | Andretti Autosport                     | Dallara-Chevrolet | 176    | DNF          | 01    | 061            |
| 21   | Tristan Vautier     | Schmidt Peterson Motorsports           | Dallara-Honda     | 173    | DNF          | 10    | 000            |
| 22   | Sébastien Bourdais  | Dragon Racing                          | Dallara-Chevrolet | 152    | DNF          | 14    | 000            |
| 23   | Alex Tagliani       | Bryan Herta Autosport w/Curb-Agajanian | Dallara-Honda     | 146    | DNF          | 16    | 000            |
| 24   | Simona de Silvestro | KV Racing Technology                   | Dallara-Chevrolet | 069    | DNF          | 22    | 000            |

Quellen: 

#### Führungsabschnitte
| Abschnitt | Runden  | Fahrer           |
| --------- | ------- | ---------------- |
| 01        | 1–61    | Marco Andretti   |
| 02        | 62–66   | Ryan Hunter-Reay |
| 03        | 67–68   | Will Power       |
| 04        | 69–90   | Takuma Satō      |
| 05        | 91      | Justin Wilson    |
| 06        | 92–99   | E. J. Viso       |
| 07        | 100–156 | Takuma Satō      |
| 08        | 157–163 | Ryan Hunter-Reay |
| 09        | 164–165 | E. J. Viso       |
| 10        | 166–167 | Will Power       |
| 11        | 168–197 | Takuma Satō      |
| 12        | 198–250 | Ryan Hunter-Reay |

Quellen: 

#### Gelbphasen
| Nr. | Dauer   | Runden | Grund für Gelbphase                                   |
| --- | ------- | ------ | ----------------------------------------------------- |
| 1   | 21–26   | 6      | Kontakt: Simona de Silvestro (#78) in Kurve 4         |
| 2   | 27–31   | 5      | Dreher: Alex Tagliani (#98) in Kurve 4                |
| 3   | 98–106  | 9      | Stillstand: Marco Andretti (#25) auf der Gegengeraden |
| 4   | 211–219 | 9      | Kontakt: Ana Beatriz (#18) in Kurve 4                 |

Quellen: 

## Punktestände nach dem Rennen

### Fahrerwertung
Die Punktevergabe wird hier erläutert.
| Pos. | Fahrer            | Punkte |
| ---- | ----------------- | ------ |
| 01.  | Hélio Castroneves | 299    |
| 02.  | Ryan Hunter-Reay  | 283    |
| 03.  | Marco Andretti    | 249    |
| 04.  | Takuma Satō       | 223    |
| 05.  | Scott Dixon       | 221    |
| 06.  | Tony Kanaan       | 215    |
| 07.  | Simon Pagenaud    | 212    |
| 08.  | Justin Wilson     | 207    |
| 09.  | James Hinchcliffe | 206    |
| 10.  | Dario Franchitti  | 192    |
| 11.  | Will Power        | 188    |
| 12.  | E. J. Viso        | 183    |

| Pos. | Fahrer              | Punkte |
| ---- | ------------------- | ------ |
| 13.  | Charlie Kimball     | 175    |
| 14.  | Josef Newgarden     | 167    |
| 15.  | James Jakes         | 160    |
| 16.  | Ed Carpenter        | 156    |
| 17.  | Graham Rahal        | 149    |
| 18.  | Simona de Silvestro | 143    |
| 19.  | Tristan Vautier     | 130    |
| 20.  | Oriol Servià        | 123    |
| 21.  | Sébastien Bourdais  | 117    |
| 22.  | Alex Tagliani       | 110    |
| 23.  | Sebastian Saavedra  | 105    |
| 24.  | Mike Conway         | 97     |

| Pos. | Fahrer             | Punkte |
| ---- | ------------------ | ------ |
| 25.  | J. R. Hildebrand   | 79     |
| 26.  | A. J. Allmendinger | 65     |
| 27.  | Ana Beatriz        | 64     |
| 28.  | Ryan Briscoe       | 63     |
| 29.  | Carlos Muñoz       | 54     |
| 30.  | Pippa Mann         | 14     |
| 31.  | Conor Daly         | 11     |
| 32.  | Townsend Bell      | 10     |
| 33.  | Katherine Legge    | 8      |
| 34.  | Buddy Lazier       | 8      |